# Alianza Nacionalista Corsa
La Alianza Nacionalista Corsa (en corso Accolta Naziunale Corsa ANC) es un partido de corte nacionalista corso. Representa una tendencia moderada del Frente de Liberación Nacional de Córcega y de A Cuncolta Naziunalista, separados en 1989. Estuvo dirigida por Pierra Poggioli.
- Datos: Q2838215